# Dansar Edvard
Dansar Edvard Jonsson, född 18 augusti 1893 i Grimsåker, Malung, död 29 juni 1976 i Malungs församling, var en svensk folksångare. Han har haft stort inflytande på senare generationers folksångare som förebild, trots att endast ett mycket begränsat antal inspelningar fanns att tillgå fram till 2008.
Dansar Edvard arbetade under ungdomen i skogen tillsammans med fadern Dansar Jonas, och senare som skinnskräddare under många år. Familjen hade ett fäbodställe där somrarna tillbringades med arbete i jordbruk, med djurskötsel och skinnsömnad. Av modern Pä Kerstin lärde han sig i barndomen att locka på djuren på fäboden, att ”kôllra” eller ”huja”, och av fadern lärde han sig många visor efter farmodern Tors Britta. Dansar Edvard var gift med Jommo Maria från Östra Fors, Malung, och de hade dottern Kerstin.
Ibland sjöng Dansar Edvard fragment av längre visor, kanske bara en mening, som kan ses som en kommentar eller illustration till någonting han berättade. I längre visor lade han in så mycket känsla att han ibland nästan brister i gråt. Hans sätt att sjunga var mycket personligt, i ganska långsamt tempo, med mycket blå toner och utkrusningar, i relativt högt tonläge. Han sjöng sällan en visa likadant från gång till annan, men typiskt var hans sätt att sjunka på sluttonen i en fras.

## Diskografi
- 1972 – 5 visor. Västerdalton. Fjedur FJD LP 72001
- 1974 – Återutg. av FJD LP 72001. Västerdalton. Fjedur EFG 501 7364
- 1977 – Återutg. av FJD LP 72001. Västerdalton. Sonet SLP-2065
- 1977 – 1 visa. Music in Sweden 2: Folk Music. Caprice CAP 1123
- 1978 – 3 visor. Vaggvisor och ramsor. Caprice CAP 1132
- 1982 – 1 visa. Music in Sweden 9: Folkmusik i förvandling. Caprice CAP 1168
- 1985 – 4 visor. Folkmusik i Dalarna. Giga GK 3 (i samarbete med Dalarnas museum)
- 1995 – Återutg. av CAP 1123. Varjehanda folkmusik. Caprice CAP 21474
- 1995 – Återutg. av CAP 1132. Vaggvisor & ramsor. Caprice CAP 21477
- 1997 – Återutg. av CAP 1168. Folkmusik i förvandling. Caprice CAP 21548
- 1999 – 4 visor. Fäbodmusik från Malung. Hurv KRCD 26
- 2008 – Sångarporträtt: Dansar Edvard Jonsson, Malung. Svenskt visarkiv SMSCD 002